# Musaranya de muntanya de l'Himàlaia
La musaranya de muntanya de l'Himàlaia (Soriculus nigrescens) és una espècie de mamífer de la família de les musaranyes que es troba a Bhutan, l'Índia, Myanmar, el Nepal i la Xina.